# Ane Cecilie Høgseth
Ane Cecilie Høgseth (* 15. Januar 2001 in Oslo, Norwegen) ist eine norwegische Handballspielerin, die für den dänischen Erstligisten Ikast Håndbold aufläuft.

## Karriere

### Im Verein
Høgseth spielte anfangs für die norwegischen Vereine Ammerud, Kjelsås und Nit-Hak Håndballklubb. Im Jahr 2018 schloss sie sich dem norwegischen Zweitligisten Aker Topphåndball an. Mit Aker stieg die Kreisspielerin 2019 in die höchste norwegische Spielklasse auf. Im selben Jahr gewann sie mit der U20-Mannschaft von Aker die Norgesmesterkap, den norwegischen Pokalwettbewerb. Im Finale erzielte Høgseth sechs Treffer. Im Sommer 2021 wechselte sie zum Erstligisten Storhamar Håndball. Mit Storhamar Håndball gewann sie 2024 die EHF European League und den norwegischen Pokalwettbewerb. Seit Januar 2025 läuft Høgseth auf Leihbasis für den dänischen Erstligisten Ikast Håndbold auf, bei dem sie ab dem Sommer 2025 fest unter Vertrag stehen wird.

### In der Nationalmannschaft
Høgseth bestritt 15 Länderspiele für die norwegische Jugendauswahl, in denen sie 15 Tore warf. Mit dieser Mannschaft gewann sie bei der U-17-Europameisterschaft 2017 die Silbermedaille. Anschließend lief sie 15-mal für die norwegische Juniorinnenauswahl auf. Mit Norwegen gewann sie bei der U-19-Europameisterschaft 2019 die Bronzemedaille und wurde zusätzlich in das All-Star-Team gewählt. Im kleinen Finale gegen Russland erzielte sie zwei Tore. Am 21. April 2022 gab sie ihr Debüt für die norwegische Nationalmannschaft. Bei der Europameisterschaft 2022 gewann sie mit Norwegen den Titel. Høgseth steuerte einen Treffer zum Erfolg bei. Zwei Jahre später gewann sie ein weiteres Mal den Titel bei der Europameisterschaft.